# Бодгідгарма
Бодхідха́рма (в Китаї також відомий під ім'ям Дамо; 440—528 або 536) — перший патріарх чань-буддизму, засновник вчення чань (дзен), 28-й патріарх буддизму. Народився в Канчі, столиці південноіндійського царства Паллава. За переказами, близько 475 р. н. е. буддійський чернець Бодгідгарма прибув морським шляхом до Китаю, де, подорожуючи, почав проповідувати своє вчення. Потім він оселився в монастирі Шаолінь, незадовго до цього заснованому на горі Суншань, де заснував першу школу чань-буддизму. Дамо вніс великий внесок у розвиток монастиря Шаолінь, передавши монахам комплекс вправ, пізніше названий цигун Дамо Іцзіньцзін, або цигун Бодгідгарми. Серед небагатьох його учнів згадується Хуейке, який став другим патріархом чань-буддизму.
Бодгідгарма здобув велику популярність як «бородатий варвар». Спочатку таке прізвисько вживали стосовно нього в прямому значенні за те, що він на відміну від китайських ченців мав бороду. Пізніше Бодгідгарму так почали жартівливо називати його «люблячі учні».

## Легенди про Бодгідгарму

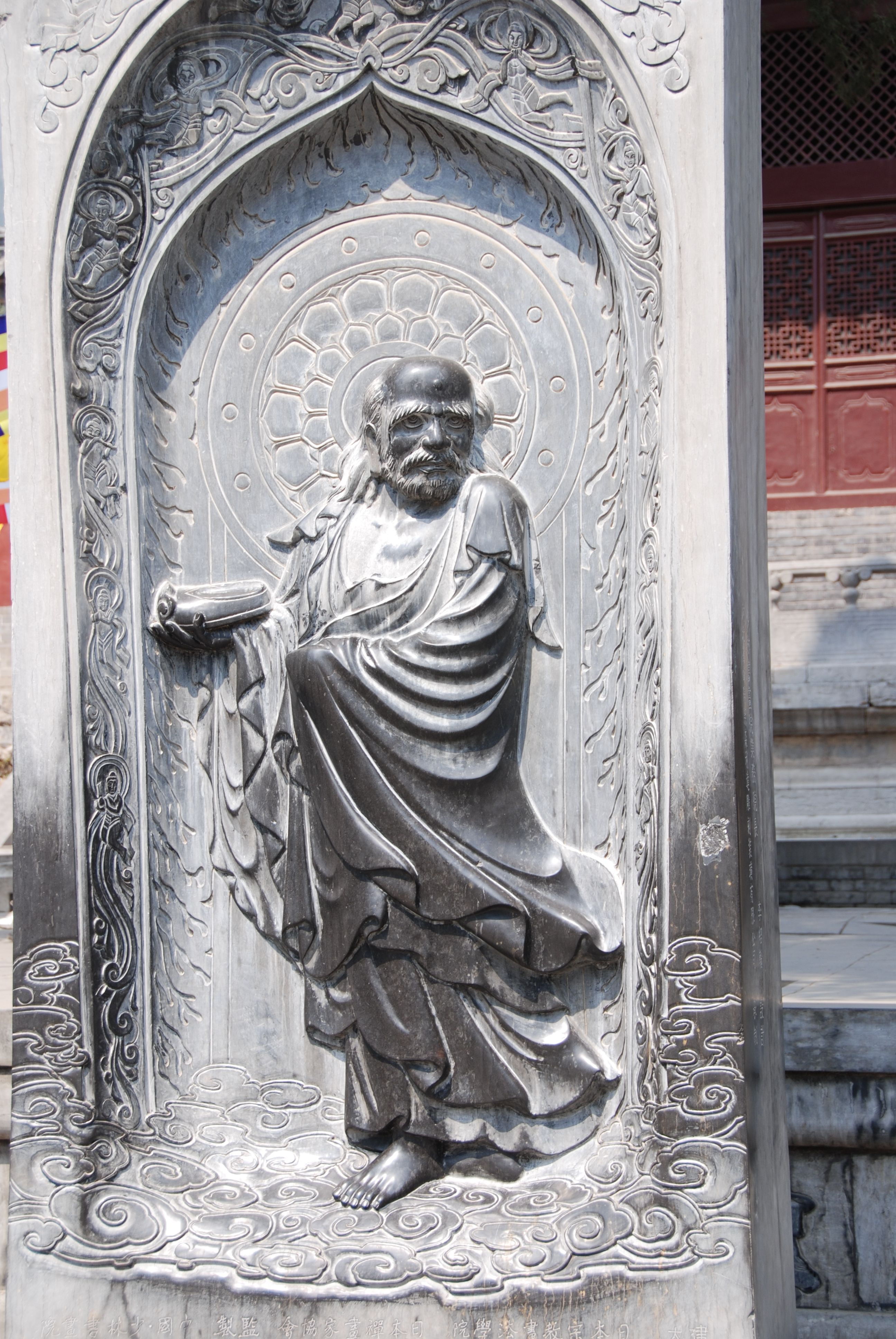
Пам'ятник Бодгідгармі в монастирі Суншань Шаолінь си

Про появу Бодгідгарми в Китаї пише Борхес: «Бодгідгарма перебрався з Індії до Китаю, де його прийняв імператор, який заохочував буддизм, створюючи нові монастирі й святилища. Він повідомив Бодгідгармі про збільшення числа ченців-буддистів. Той відповів: „Все що належить світу — ілюзія, монастирі й ченці настільки ж нереальні, як ти і я“. Потім він повернувся до стіни і почав медитувати. Коли імператор, що остаточно заплутався, запитав: „А в чому ж тоді суть буддизму?“, Бодгідгарма відповів: „Порожнеча і ніякої суті“».
Існує легенда, в якій говориться, що в пошуках істини Бодгідгарма провів, медитуючи в печері, дев'ять років. Весь цей час він присвятив спогляданню голої стіни, поки не знайшов просвітлення.
Гарним доповненням до легенди є історія появи чаю. В один з моментів боротьби зі сном медитуючий Бодгідгарма вирвав собі повіки і кинув їх на схил гори Ча. На цьому місці виросла рослина — відомий всьому світу чай.

## Легенда про відхід Бодгідгарми
Усередині монастиря Суншань Шаолінь си встановлено пам'ятник Бодгідгармі у вигляді висіченого з каменю барельєфа, що зображує Бодгідгарму, який вирушає на захід босоніж із чернечою сандалією в руках.
Це пов'язано з наступною легендою: коли Бодгідгарма помер, і його поховали, то саме тоді з Індії повертався придворний сановник, якого послав туди імператор для збору буддистської літератури.
На одному з заїжджих дворів сановник зустрівся з літнім монахом-індусом, який виявився Бодгідгармою. Розлучаючись, Бодгідгарма порадив сановнику приховати факт їхньої зустрічі, чого сановник не зробив, повідомивши імператору, що він зустрічався по дорозі до двору з Бодгідгармою.
Розгніваний імператор повідомив сановнику, що Бодгідгарма помер задовго до часу зустрічі, а отже або сановник нахабно бреше, або він зустрів людину, яка видала себе за Бодгідгарму. Але сановник наполягав на своєму.
Тоді імператор наказав посадити сановника у в'язницю. При цьому імператор періодично цікавився — чи все ще сановник чинить опір у своїх свідченнях, на що йому повідомляли, що той твердо стоїть на своєму.

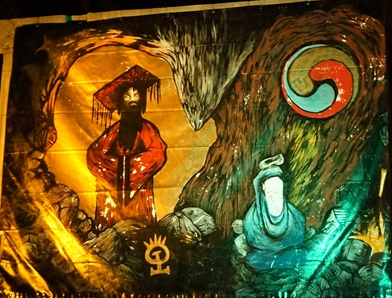
Бодгідгарма та Імператор У

Тоді вражений імператор послав людей в Суншань Шаоліньси, і ті розкрили могилу, де замість тіла виявилася одна-єдина сандаля Бодгідгарми, яку й доставили до двору.

## Дарума
В японській синкретичній міфології Дарума — божество, що виконує бажання. Загадуючи бажання, на його зображенні (папір, статуетка з дерева або пап'є-маше) малюють одне око. Якщо за рік бажання збувається, то йому домальовують друге око. Якщо бажання не збувається, то його спалюють. Дарума з одним оком повинен бути завжди на видному місці (робоче місце, поличка будинку тощо).

## Образ в кіно
- Патріарх Дамо (1994) — режисер Юань Чженьян.